# Ormocarpum verrucosum
Espèce
Synonymes
- Ormocarpum verrucosum var. verrucosum[1]

Ormocarpum verrucosum est une espèce de plantes à fleurs de la famille des Fabaceae et du genre Ormocarpum. C'est un arbuste présent en Afrique tropicale.

## Description
C'est un arbuste grimpant d'une hauteur de 1 à 5 m.

## Distribution
L'espèce est présente en Afrique de l'Ouest (Bénin, Bioko, Sao Tomé-et-Principe).

## Habitat
On la rencontre sur des terrains sablonneux, en bord de mer, dans les mangroves, rarement à l'intérieur des terres.

## Liste des variétés
Selon Tropicos (22 juin 2020) (Attention liste brute contenant possiblement des synonymes) :
- Ormocarpum verrucosum var. verrucosum
- Ormocarpum verrucosum var. wombaliense J. Léonard